# Uranophora hyporhoda
Uranophora hyporhoda är en fjärilsart som beskrevs av Paul Dognin 1912. Uranophora hyporhoda ingår i släktet Uranophora och familjen björnspinnare. Inga underarter finns listade i Catalogue of Life.